# Wilgenfeetiran
De wilgenfeetiran (Empidonax traillii) is een zangvogel uit de familie Tyrannidae (tirannen). Deze vogel is genoemd naar de Schotse zoöloog Thomas Stewart Traill (1781-1862).

## Verspreiding en leefgebied
Deze soort telt vier ondersoorten die in de Verenigde Staten, het zuiden van Canada en het noorden van Mexico voorkomen. De wilgenfeetiran overwintert in Centraal-Amerika en het noordwesten van Zuid-Amerika.
- E. t. adastus: van Zuid-Brits-Columbia tot Oost-Californië en tot Utah en Colorado;
- E. t. brewsteri: van Zuidwest-Brits-Columbia tot Centraal-Californië;
- E. t. extimus: van Zuid-Californië tot New Mexico en West-Texas;
- E. t. traillii: het uiterste zuiden van Canada en de noordelijke Verenigde Staten van de Rocky Mountains tot de Atlantische Oceaan.

De ondersoort Empidonax traillii extimus (Engels: southwestern willow flycatcher) kwam op de lijst van bedreigde soorten, door het verdwijnen van zijn habitat in het zuidwesten van de Verenigde Staten. De oeverbossen van wilgen en populieren (Populus fremontii), waar de vogels nestelen, verdwijnen door menselijke activiteit. In het kader van de Endangered Species Act is een programma opgezet om deze ondersoort te redden.

## Status
De grootte van de populatie is in 2020 geschat op 8,1 miljoen volwassen vogels. Op de Rode lijst van de IUCN heeft deze soort de status niet bedreigd.